# مقياس لورنتز
في النظرية النسبية للفيزياء، مقياس لورنتز هو تعبير يتكون من عناصر النظرية، والتي يتم تقييمها إلى كمية قياسية تحت أي تحويل لورينتز. قد يتم إنشاء مقياس لورينتز من على سبيل المثال، المنتج القياسي للناقلات، أو من الموترات التعاقدية للنظرية.
لا يُنظر دائمًا إلى عدد لورينتز على الفور على أنها كمية قياسية ثابتة بالمعنى الرياضي، ولكن القيمة العددية الناتجة ثابتة في ظل أي تحويل أساسي يتم تطبيقه على فضاء المتجه، والذي تستند إليه النظرية المدروسة. مقياس لورنتز البسيط في الزمكان في مينكوفسكي هو مسافة الزمكان («طول» الفرق بينهما) لحدثين ثابتين في الزمكان. في حين أن متجهات «الموقع»-4-للأحداث تتغير بين إطارات بالقصور الذاتي المختلفة، تظل مسافة الزمكان الخاصة بها ثابتة في ظل تحويل لورنتز المقابل. من الأمثلة الأخرى على عددية لورينتز «طول» 4 سرعات، أو انحناء ريتشي في نقطة في الزمكان من النسبية العامة، وهو انكماش موتر انحناء ريمان هناك.

## مقاييس بسيطة في النسبية الخاصة

### طول متجه الموقع
في النسبية الخاصة، يتم إعطاء موقع الجسيم في الزمكان رباعي الأبعاد بواسطة:
x^μ= (ct, x)
حيث x= vt هو الموضع في الفضاء ثلاثي الأبعاد للجسيم، v هي السرعة في الفضائي ثلاثي الأبعاد و e هي سرعة الضوء
«طول» المتجه هو عدد لورينتز ويُعطى بواسطة
{\displaystyle {\begin{aligned}x_{\mu }x^{\mu }&=\eta _{\mu \upsilon }x^{\mu }x^{\upsilon }\\&=(ct)^{2}-\mathbf {x} \cdot \mathbf {x} \\&{\overset {\text{def}}{=}}(c\tau )^{2}\end{aligned}}}
حيث T هي الوقت المناسب كما تم قياسه بواسطة الساعة في الإطار الباقي للجسيم ومقياس منكوفسكي بواسطة
{\displaystyle {\begin{aligned}\eta ^{\mu \upsilon }&=\eta _{\mu \upsilon }\\&={\begin{pmatrix}1&0&0&0\\0&-1&0&0\\0&0&-1&0\\0&0&0&-1\end{pmatrix}}\end{aligned}}}
هذا مقياس يشبه الوقت.
غالبًا ما يتم استخدام التوقيع البديل لمقياس منكوفسكي حيث يتم عكس تلك العلامات.
في مقياس مينكوفسكي، الفاصل الزمني الشبيه بالفضاء s يعرف ب
{\displaystyle {\begin{aligned}x_{\mu }x^{\mu }&=\eta _{\mu \upsilon }x^{\mu }x^{\upsilon }\\&=\mathbf {x} \cdot \mathbf {x} -(ct)^{2}\\&{\overset {\text{def}}{=}}s^{2}\end{aligned}}}

### طول متجه السرعة
يتم تعريف السرعة في الزمكان على أنها
{\displaystyle {\begin{aligned}\upsilon ^{\mu }&{\overset {\text{def}}{=}}{\frac {dx^{\mu }}{d\tau }}\\&=\left(c{\frac {dt}{d\tau }},\ {\frac {dt}{d\tau }}{\frac {d\mathbf {x} }{dt}}\right)\\&=(\gamma c,\ \gamma \mathbf {v} )\\&=\gamma (c,\ \mathbf {v} )\end{aligned}}}
عندما:
{\displaystyle \gamma {\overset {\text{def}}{=}}{\frac {1}{\sqrt {1-{\frac {\mathbf {v} \cdot \mathbf {v} }{c^{2}}}}}}}

### الناتج الداخلي للتسارع والسرعة
يتم إعطاء التسارع 4 بواسطة:
{\displaystyle a^{\mu }{\overset {\text{def}}{=}}{\frac {d\upsilon ^{\mu }}{d\tau }}}

## الطاقة، وكتلة الراحة، وقوة دفع 3، و 3 سرعات من قوة الدفع 4
الزخم 4 للجسيم هو:
{\displaystyle {\begin{aligned}p^{\mu }&=m\upsilon ^{\mu }\\&=(\gamma mc,\ \gamma m\mathbf {v} )\\&=(\gamma mc,\mathbf {p} )\\&=\left({\frac {E}{c}},\ \mathbf {p} \right)\end{aligned}}}

### قياس طاقة الجسيم
اعتبر جسيمًا ثانيًا بسرعة 4 هو u والسرعة 3 هو u2. في الإطار المتبقي للجسيم الثاني، المنتج الداخلي لu وp يتناسب مع طاقة الجسيم الأول
{\displaystyle p_{\mu }u^{\mu }=-E_{1}}

### قياس الكتلة الباقية للجسيم
في الإطار الباقي للجسيم يكون الناتج الداخلي لقوة الدغع:
{\displaystyle p_{\mu }p^{\mu }=-(mc)^{2}}

### قياس قوة الدفع 3 للجسيم
لاحظ أن:
{\displaystyle {\begin{aligned}\left({\frac {p_{\mu }u^{\mu }}{c}}\right)^{2}+p_{\mu }p^{\mu }&={\frac {E_{1}^{2}}{c^{2}}}-(mc)^{2}\\&=\left(\gamma _{1}^{2}-1\right)(mc)^{2}\\&=\gamma _{1}^{2}\mathbf {v} _{1}\cdot \mathbf {v} _{1}m^{2}\\&=\mathbf {p} _{1}\cdot \mathbf {p} _{1}\end{aligned}}}
مربع حجم قوة الدفع 3 للجسيم كما تم قياسه في إطار الجسيم الثاني هو مقياس لورينتز.

### قياس ال3 سرعات للجسيم
يمكن إنشاء 3 سرعات، في إطار الجسيم الثاني، من عدديين من نوع لورينتز.
{\displaystyle {\begin{aligned}\upsilon _{1}^{2}&=\mathbf {v} _{1}\cdot \mathbf {v} _{1}\\&={\frac {\mathbf {p} _{1}\cdot \mathbf {p} _{1}c^{4}}{E_{1}^{2}}}\end{aligned}}}